# 中国人民解放军第4810工厂

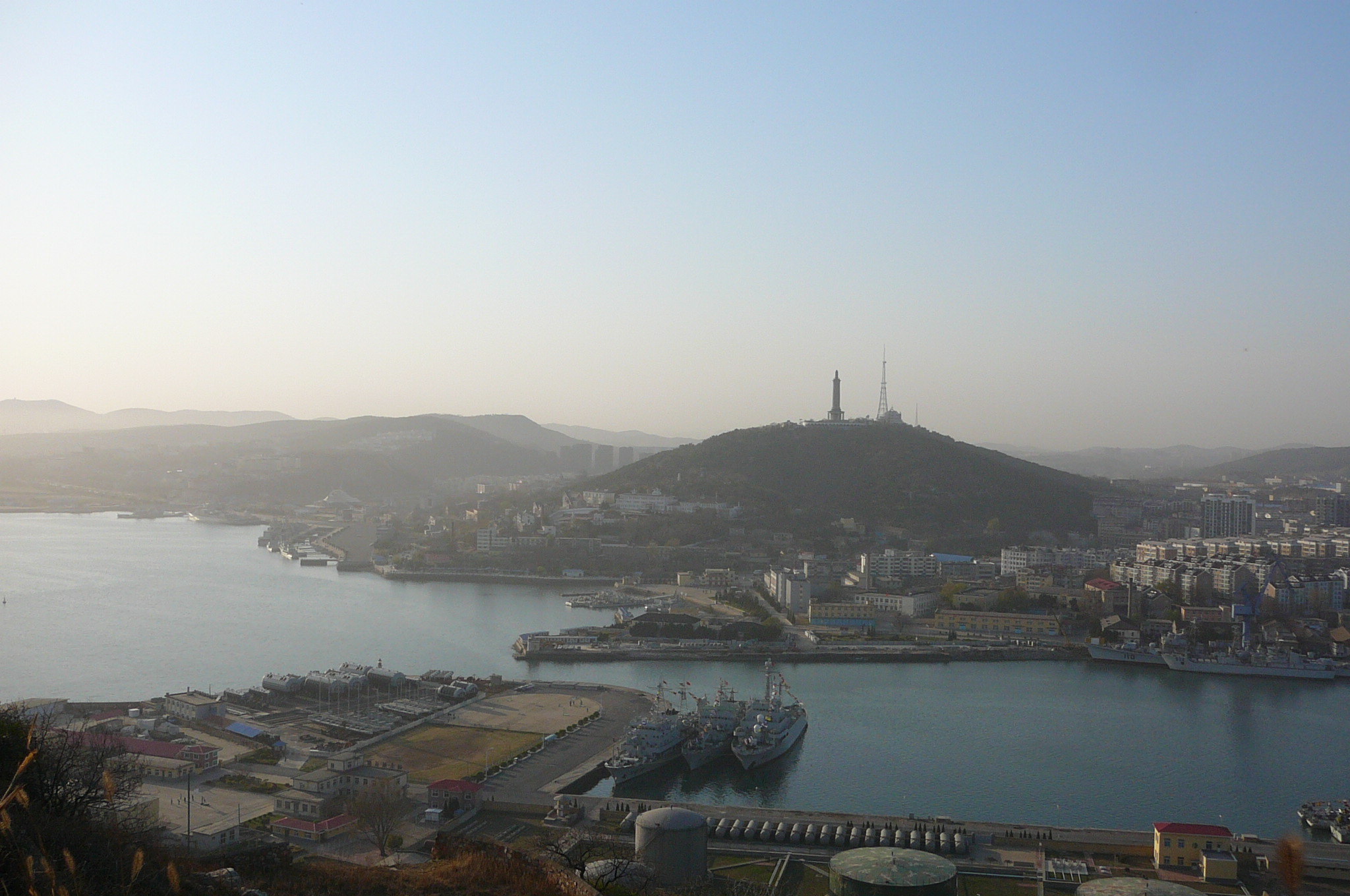
近处船坞为辽南船厂

中国人民解放军第4810工厂，又称大连辽南船厂，位于中国辽宁省大连市旅顺口区得胜街道港湾街58号，是一家隶属于中国人民解放军海军装备部的国有企业，始建于1883年，主要从事船舶修理、建造、现代化改装。
4810工厂的前身是清朝北洋水师的驻修基地旅顺大坞。20世纪末，由于经营困难，船厂将业务从修理船舶扩大为建造、修理船舶。
工厂占地面积为46.8万平方米。厂内有一座24000吨级船坞、一座16000吨级船坞、三座10000吨级连体船台、一座1500吨级室内船台、三座万吨级泊位和一座千吨级泊位。辽南船厂可以完成2.4万吨以下各类军用船舶与油田守护船、勘探船、港口疏浚船、铝合金船、客滚船、危险化学品船等特种船舶的修理、建造和改装。辽南船厂为中国人民解放军海军建造的舰艇包括新型护卫舰、消磁船、训练舰。